# Brachytria angulata
Brachytria angulata är en skalbaggsart som beskrevs av Mckeown 1938. Brachytria angulata ingår i släktet Brachytria och familjen långhorningar. Inga underarter finns listade.